# От Лоар
От Лоар (на френски: Haute-Loire, „Горна Лоара“) е департамент в регион Оверн-Рона-Алпи, централна Франция. Образуван е през 1790 година от части на провинциите Лангедок, Оверн, Жеводан и Форез. Площта му е 4977 км², а населението – 227 369 души (2016). Административен център е град Пюи ан Веле.